# Assassin's Creed II: Discovery
Assassin's Creed II: Discovery és un videojoc desenvolupat per Griptonite Games i distribuït per Ubisoft per a Nintendo DS, iPhone i iPod Touch. Es tracta d'una seqüela del videojoc Assassin's Creed II, i va sortir a la venda a Espanya el 20 de novembre de 2009. En aquest joc s'inclouen tres noves ciutats: Saragossa, Barcelona i Granada.

## Sinopsi
Sobre 1490, quinze anys després de l'assassinat de la seva família per Roderic de Borja, Ezio Auditore Da Firenze es topa amb Lluís de Santàngel, company de viatge de Cristòfor Colom. El descobridor se cita amb "l'Espanyol" (Roderic de Borja), qui el vol assassinar i aconseguir els mapes necessaris per salpar cap a Àsia per la ruta de l'oest.
És llavors quan Ezio viatja a Espanya i s'alia amb els assassins del país per alliberar la pressió exercida pels templaris, amb Tomàs de Torquemada en cap, que aprofita el seu màxim rang com a inquisidor i confessor de la reina Isabel.